# 羅阿諾克拉皮茲鎮區 (北卡羅萊納州哈利法克斯縣)
羅阿諾克拉皮茲鎮區（英語：Roanoke Rapids Township）是位於美國北卡羅萊納州哈利法克斯縣的一個鎮區。

## 地方資料
羅阿諾克拉皮茲鎮區的面積為79.77平方千米，皆為陸地。根據2020年美國人口普查的數據，當地共有人口21868人，而人口密度為每平方千米274.14人。